# Lawarde-Mauger-l'Hortoy
Lawarde-Mauger-l'Hortoy és un municipi francès situat al departament del Somme i a la regió dels Alts de França. L'any 2007 tenia 162 habitants.

## Demografia

### Població
El 2007 la població de fet de Lawarde-Mauger-l'Hortoy era de 162 persones. Hi havia 62 famílies de les quals 8 eren unipersonals (4 homes vivint sols i 4 dones vivint soles), 25 parelles sense fills i 29 parelles amb fills.
La població ha evolucionat segons el següent gràfic:
Habitants censats

### Habitatges
El 2007 hi havia 73 habitatges, 59 eren l'habitatge principal de la família, 10 eren segones residències i 4 estaven desocupats. 72 eren cases i 1 era un apartament. Dels 59 habitatges principals, 46 estaven ocupats pels seus propietaris, 11 estaven llogats i ocupats pels llogaters i 2 estaven cedits a títol gratuït; 2 tenien dues cambres, 7 en tenien tres, 13 en tenien quatre i 37 en tenien cinc o més. 48 habitatges disposaven pel capbaix d'una plaça de pàrquing. A 24 habitatges hi havia un automòbil i a 32 n'hi havia dos o més.

### Piràmide de població
La piràmide de població per edats i sexe el 2009 era:
| Homes | Edats   | Dones |
| ----- | ------- | ----- |
| 0     | 95 o +  | 0     |
| 0     | 90 a 94 | 0     |
| 0     | 85 a 89 | 0     |
| 0     | 80 a 84 | 0     |
| 4     | 75 a 79 | 0     |
| 4     | 70 a 74 | 12    |
| 4     | 65 a 69 | 4     |
| 4     | 60 a 64 | 0     |
| 0     | 55 a 59 | 4     |
| 12    | 50 a 54 | 4     |
| 4     | 45 a 49 | 8     |
| 0     | 40 a 44 | 4     |
| 12    | 35 a 39 | 4     |
| 4     | 30 a 34 | 4     |
| 0     | 25 a 29 | 8     |
| 8     | 20 a 24 | 4     |
| 0     | 15 a 19 | 4     |
| 0     | 10 a 14 | 4     |
| 4     | 5 a 9   | 4     |
| 16    | 0 a 4   | 0     |

## Economia

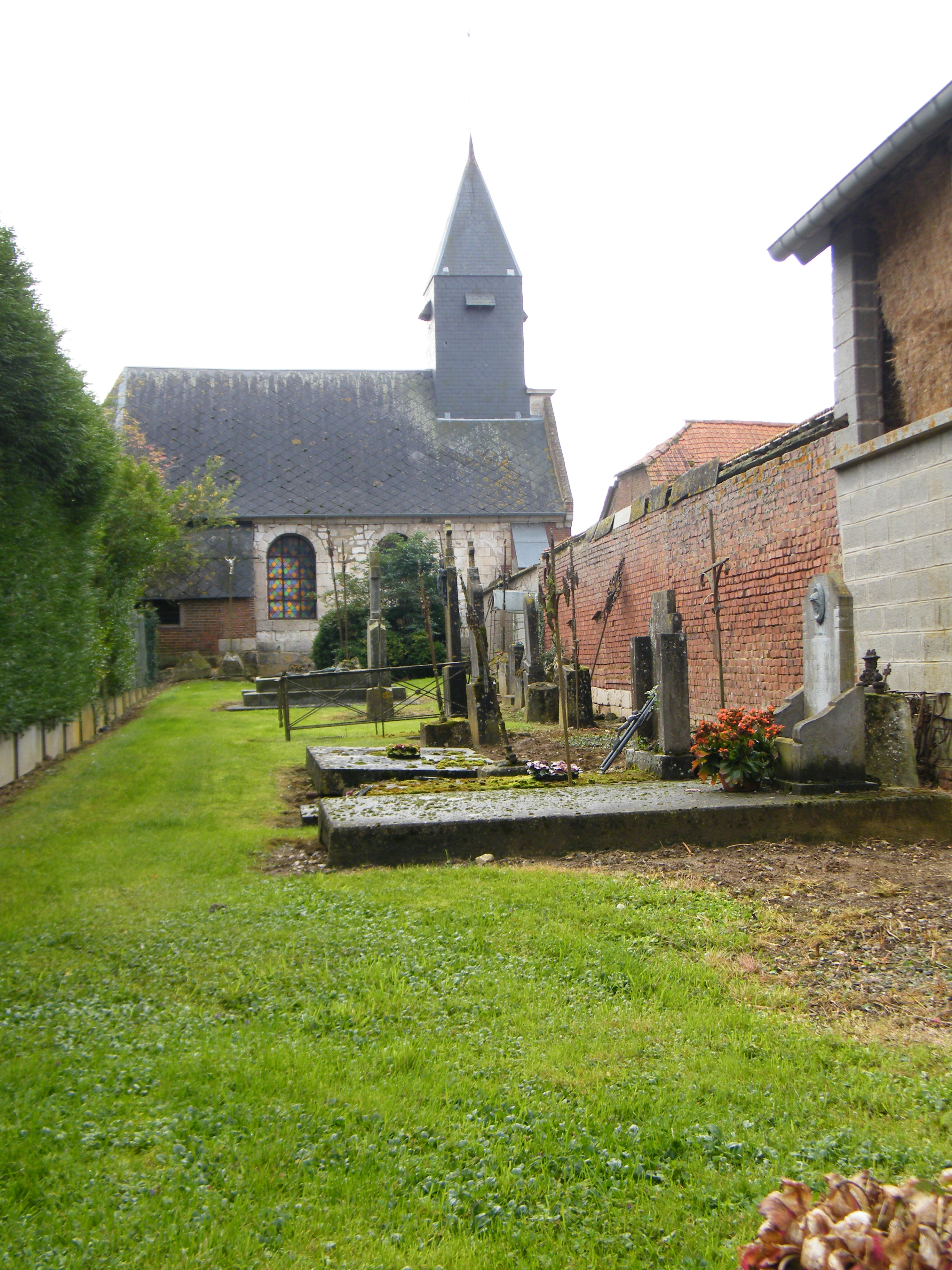

El 2007 la població en edat de treballar era de 102 persones, 78 eren actives i 24 eren inactives. De les 78 persones actives 71 estaven ocupades (38 homes i 33 dones) i 7 estaven aturades (4 homes i 3 dones). De les 24 persones inactives 8 estaven jubilades, 9 estaven estudiant i 7 estaven classificades com a «altres inactius».

### Ingressos
El 2009 a Lawarde-Mauger-l'Hortoy hi havia 65 unitats fiscals que integraven 178 persones, la mediana anual d'ingressos fiscals per persona era de 18.029 €.

### Activitats econòmiques
Dels 2 establiments que hi havia el 2007, 1 era d'una empresa immobiliària i 1 d'una empresa classificada com a «altres activitats de serveis».
L'any 2000 a Lawarde-Mauger-l'Hortoy hi havia 13 explotacions agrícoles que ocupaven un total de 840 hectàrees.

## Equipaments sanitaris i escolars

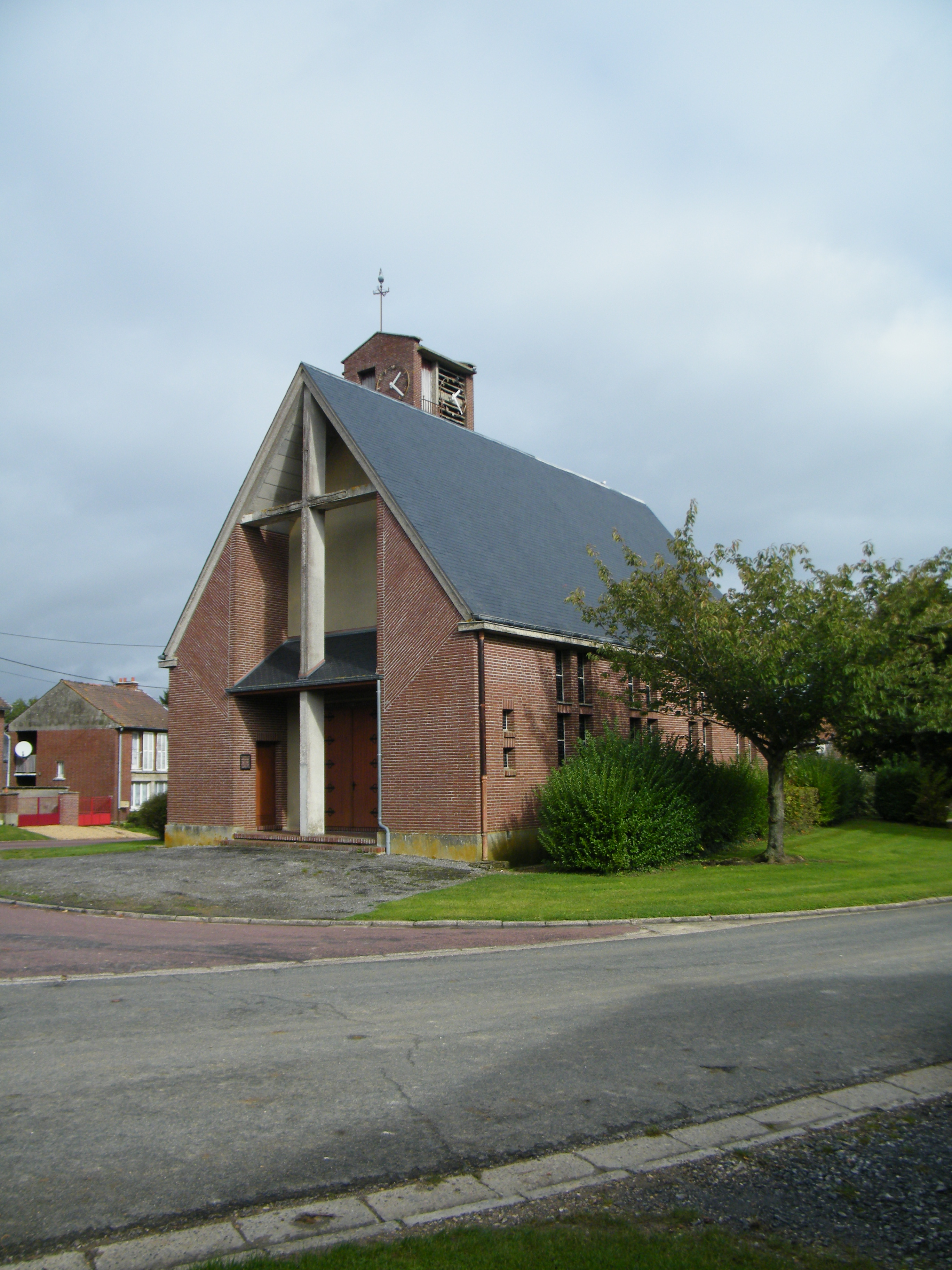

El 2009 hi havia una escola maternal integrada dins d'un grup escolar amb les comunes properes formant una escola dispersa.

## Poblacions més properes
El següent diagrama mostra les poblacions més properes.